# 三宅博 (政治家)
三宅 博（みやけ ひろし、1950年4月7日 - 2017年4月24日）は、日本の政治家。
衆議院議員（1期）、次世代の党総務副会長・財務局長、八尾市議会議員（3期）、特定失踪者問題調査会常務理事、頑張れ日本!全国行動委員会大阪支部代表などを歴任した。

## 経歴
大鉄高等学校（現・阪南大学高等学校）卒業後、不動産会社社長などを務めた 後、1999年4月の八尾市議選に無所属で立候補し、初当選（連続3期）。市議時代、文教産業常任委員会に在籍。
2000年、全国118名の地方議員で「北朝鮮に拉致された日本人を救出する全国地方議員の会」を結成。副会長に就任。2003年以降、「特定失踪者問題調査会」常務理事として特定失踪者の調査救出活動に従事。2006年9月、河内国民文化研究会を設立し、会長に就任。
2009年8月、八尾市議を辞職し、第45回衆議院議員総選挙に大阪14区から無所属（平沼グループの一員）で立候補したが落選。2010年4月、四天王寺大学人文社会学部入学。同年10月、たちあがれ日本大阪第14支部長公認。
2012年12月、第46回衆議院議員総選挙で日本維新の会より比例近畿ブロック単独候補（名簿登載順位第11位）として立候補し、当選。
2014年3月、四天王寺大学人文社会学部卒業。同年、日本維新の会の分党にともない次世代の党結党に参加。党総務副会長、財務局長に就任した。同年12月、第47回衆議院議員総選挙に大阪14区から立候補したが落選。
2016年7月の第24回参議院議員通常選挙におおさか維新の会から比例区から立候補するも落選。
2017年4月24日、肝臓がんのため死去。67歳没。

## 政策・主張
- 北朝鮮による日本人拉致問題や土台人問題に関して、「特定失踪者問題調査会」常務理事を務めていた。また、日本李登輝友の会理事を務めていた[10]。
- 憲法9条の改正に賛成[11]。
- 集団的自衛権の行使に賛成[11]。
- 「道徳」を小中学校の授業で教える事に賛成[11]。
- 原発は日本に必要としており、撤廃に反対・再稼動に賛成[6][11]。
- 首相の靖国神社参拝を問題ない[11]。
- 「村山談話」及び「河野談話」を見直すべき[11]。
- 特定秘密保護法を必要[11]。
- 女性宮家創設に反対[6]。
- 日本のTPP参加に反対[6]。
- 日本の核武装について、保有するべき[6]。
- 南京事件を否定[12]。
- 慰安婦問題に関する河野談話の破棄を主張[13]。
- 選択的夫婦別姓制度導入に反対[14][15]。

## 選挙
| 年     | 選挙名       | 選挙区           | 所属政党         | 当落 | 順位 | 惜敗率 | 備考                           |
| ------ | ------------ | ---------------- | ---------------- | ---- | ---- | ------ | ------------------------------ |
| 2009年 | 第45回衆院選 | 大阪14区         | 無所属           | 落選 | 4/5  | 7.4%   | 同区の当選者は長尾敬           |
| 2012年 | 第46回衆院選 | 比例近畿ブロック | 日本維新の会     | 当選 |      |        | 比例単独で立候補。名簿順位11位 |
| 2014年 | 第47回衆院選 | 大阪14区         | 次世代の党       | 落選 | 4/4  | 15.4%  | 同区の当選者は谷畑孝           |
| 2016年 | 第24回参院選 | 比例区           | おおさか維新の会 | 落選 | 8/18 |        | 最下位当選者は石井章           |